# 亨斯角大道車站
亨斯角大道車站（英語：Hunts Point Avenue station）是美國紐約地鐵IRT佩勒姆線的一個快車地鐵站，位於布朗克斯亨斯角大道及南方林蔭路交界，設有6號線（任何時候停站）列車服務，而繁忙時段的尖峰方向還有開行<6>列車。

## 車站結構
| G        | 街道                  | 出入口                                                                                     |
| M        | 夾層                  | 閘機、車站詢問處 升降機位於德爾瓦勒閣下廣場，布魯克納爾林蔭路及亨斯角大道東北角            |
| P 月台層 | 南行                  | 往布魯克林橋-市政府（朗格伍德大道）                                                        |
| P 月台層 | 島式月台，左/右側開門 |                                                                                            |
| P 月台層 | 尖峰特快              | 平日早上往布魯克林橋-市政府（第三大道-138街） · 平日下午及黃昏往佩勒姆灣公園（帕克徹斯特） |
| P 月台層 | 島式月台，左/右側開門 |                                                                                            |
| P 月台層 | 北行                  | 平日下午及黃昏往帕克徹斯特/佩勒姆灣公園（其餘時間）（惠特洛克大道）                        |

此地下車站於1919年1月7日，設有兩個島式月台和三條軌道。6號線停靠外側慢車軌道而<6>號線停靠中央快車軌道。此站是路線以高架方式到達佩勒姆灣公園前最北端的地下車站。

## 外部連結
- nycsubway.org—IRT Pelham Line: Hunts Point Avenue
- Station Reporter — 6 Train
- The Subway Nut — Hunts Point Avenue Pictures （页面存档备份，存于）
- Hunts Point Avenue entrance from Google Maps Street View （页面存档备份，存于）
- Southern Boulevard exit-only from Google Maps Street View （页面存档备份，存于）
- Platforms from Google Maps Street View